# Amphithalamus glabrus
Amphithalamus glabrus is een slakkensoort uit de familie van de Anabathridae. De wetenschappelijke naam van de soort is voor het eerst geldig gepubliceerd in 1996 door Simone.